# Тіффін (Огайо)
Тіффін (англ. Tiffin) — місто (англ. city) в США, в окрузі Сенека штату Огайо. Населення — 17 953 особи (2020).

## Географія
Тіффін розташований за координатами 41°7′0″ пн. ш. 83°10′51″ зх. д. / 41.11667° пн. ш. 83.18083° зх. д. (41.116556, -83.180943). За даними Бюро перепису населення США в 2010 році місто мало площу 17,87 км², з яких 17,52 км² — суходіл та 0,35 км² — водойми.

## Демографія
Згідно з переписом 2010 року, у місті мешкали 17 963 особи в 7086 домогосподарствах у складі 4115 родин. Густота населення становила 1005 осіб/км². Було 8007 помешкань (448/км²).
Расовий склад населення:
| - 93,9 % — білих - 2,6 % — чорних або афроамериканців - 1,0 % — азіатів - 0,2 % — корінних американців |

До двох чи більше рас належало 1,6 %. Частка іспаномовних становила 3,1 % від усіх жителів.
За віковим діапазоном населення розподілялося таким чином: 20,7 % — особи молодші 18 років, 63,5 % — особи у віці 18—64 років, 15,8 % — особи у віці 65 років та старші. Медіана віку мешканця становила 35,2 року. На 100 осіб жіночої статі у місті припадало 95,8 чоловіків; на 100 жінок у віці від 18 років та старших — 92,8 чоловіків також старших 18 років.
Середній дохід на одне домашнє господарство становив 49 373 долари США (медіана — 37 798), а середній дохід на одну сім'ю — 61 688 доларів (медіана — 51 350). Медіана доходів становила 39 188 доларів для чоловіків та 31 191 долар для жінок. За межею бідності перебувало 19,9 % осіб, у тому числі 24,2 % дітей у віці до 18 років та 8,0 % осіб у віці 65 років та старших.
Цивільне працевлаштоване населення становило 7509 осіб. Основні галузі зайнятості: освіта, охорона здоров'я та соціальна допомога — 31,2 %, виробництво — 22,3 %, роздрібна торгівля — 11,3 %, мистецтво, розваги та відпочинок — 8,1 %.